# Unicodeblock Verschiedene Symbole und Pfeile
Der Unicodeblock Verschiedene Symbole und Pfeile (engl. Miscellaneous Symbols and Arrows, U+2B00 bis U+2BFF) enthält Pfeile und geometrische Figuren, die in oder nach Unicode 4.0 hinzugefügt wurden. Weitere Pfeile finden sich in den Unicodeblöcken Pfeile, Zusätzliche Pfeile-A und Zusätzliche Pfeile-B.

## Tabelle
Alle Zeichen haben die bidirektionale Klasse „anderes neutrales Zeichen“.
| Unicodenummer  | Zeichen (400 %) | Kategorie             | Offizielle Bezeichnung                                                     | Beschreibung                                                                         |
| -------------- | --------------- | --------------------- | -------------------------------------------------------------------------- | ------------------------------------------------------------------------------------ |
| U+2B00 (11008) | ⬀               | anderes Symbol        | NORTH EAST WHITE ARROW                                                     | Weißer Pfeil nach Nordosten zeigend                                                  |
| U+2B01 (11009) | ⬁               | anderes Symbol        | NORTH WEST WHITE ARROW                                                     | Weißer Pfeil nach Nordwesten zeigend                                                 |
| U+2B02 (11010) | ⬂               | anderes Symbol        | SOUTH EAST WHITE ARROW                                                     | Weißer Pfeil nach Südosten zeigend                                                   |
| U+2B03 (11011) | ⬃               | anderes Symbol        | SOUTH WEST WHITE ARROW                                                     | Weißer Pfeil nach Südwesten zeigend                                                  |
| U+2B04 (11012) | ⬄               | anderes Symbol        | LEFT RIGHT WHITE ARROW                                                     | Weißer Pfeil nach links und rechts zeigend                                           |
| U+2B05 (11013) | ⬅               | anderes Symbol        | LEFTWARDS BLACK ARROW                                                      | Schwarzer Pfeil nach links zeigend                                                   |
| U+2B06 (11014) | ⬆               | anderes Symbol        | UPWARDS BLACK ARROW                                                        | Schwarzer Pfeil nach oben zeigend                                                    |
| U+2B07 (11015) | ⬇               | anderes Symbol        | DOWNWARDS BLACK ARROW                                                      | Schwarzer Pfeil nach unten zeigend                                                   |
| U+2B08 (11016) | ⬈               | anderes Symbol        | NORTH EAST BLACK ARROW                                                     | Schwarzer Pfeil nach Nordosten zeigend                                               |
| U+2B09 (11017) | ⬉               | anderes Symbol        | NORTH WEST BLACK ARROW                                                     | Schwarzer Pfeil nach Nordwesten zeigend                                              |
| U+2B0A (11018) | ⬊               | anderes Symbol        | SOUTH EAST BLACK ARROW                                                     | Schwarzer Pfeil nach Südosten zeigend                                                |
| U+2B0B (11019) | ⬋               | anderes Symbol        | SOUTH WEST BLACK ARROW                                                     | Schwarzer Pfeil nach Südwesten zeigend                                               |
| U+2B0C (11020) | ⬌               | anderes Symbol        | LEFT RIGHT BLACK ARROW                                                     | Schwarzer Pfeil nach links und rechts zeigend                                        |
| U+2B0D (11021) | ⬍               | anderes Symbol        | UP DOWN BLACK ARROW                                                        | Schwarzer Pfeil nach oben und unten zeigend                                          |
| U+2B0E (11022) | ⬎               | anderes Symbol        | RIGHTWARDS ARROW WITH TIP DOWNWARDS                                        | Pfeil nach rechts und dann unten zeigend                                             |
| U+2B0F (11023) | ⬏               | anderes Symbol        | RIGHTWARDS ARROW WITH TIP UPWARDS                                          | Pfeil nach rechts und dann oben zeigend                                              |
| U+2B10 (11024) | ⬐               | anderes Symbol        | LEFTWARDS ARROW WITH TIP DOWNWARDS                                         | Pfeil nach links und dann unten zeigend                                              |
| U+2B11 (11025) | ⬑               | anderes Symbol        | LEFTWARDS ARROW WITH TIP UPWARDS                                           | Pfeil nach links und dann oben zeigend                                               |
| U+2B12 (11026) | ⬒               | anderes Symbol        | SQUARE WITH TOP HALF BLACK                                                 | Quadrat mit schwarzer oberer Hälfte                                                  |
| U+2B13 (11027) | ⬓               | anderes Symbol        | SQUARE WITH BOTTOM HALF BLACK                                              | Quadrat mit schwarzer unterer Hälfte                                                 |
| U+2B14 (11028) | ⬔               | anderes Symbol        | SQUARE WITH UPPER RIGHT DIAGONAL HALF BLACK                                | Quadrat mit schwarzer oberer rechter Hälfte                                          |
| U+2B15 (11029) | ⬕               | anderes Symbol        | SQUARE WITH LOWER LEFT DIAGONAL HALF BLACK                                 | Quadrat mit schwarzer unterer linker Hälfte                                          |
| U+2B16 (11030) | ⬖               | anderes Symbol        | DIAMOND WITH LEFT HALF BLACK                                               | Karo mit schwarzer linker Hälfte                                                     |
| U+2B17 (11031) | ⬗               | anderes Symbol        | DIAMOND WITH RIGHT HALF BLACK                                              | Karo mit schwarzer rechter Hälfte                                                    |
| U+2B18 (11032) | ⬘               | anderes Symbol        | DIAMOND WITH TOP HALF BLACK                                                | Karo mit schwarzer oberer Hälfte                                                     |
| U+2B19 (11033) | ⬙               | anderes Symbol        | DIAMOND WITH BOTTOM HALF BLACK                                             | Karo mit schwarzer unterer Hälfte                                                    |
| U+2B1A (11034) | ⬚               | anderes Symbol        | DOTTED SQUARE                                                              | Gepunktetes Quadrat                                                                  |
| U+2B1B (11035) | ⬛              | anderes Symbol        | BLACK LARGE SQUARE                                                         | Großes schwarzes Quadrat                                                             |
| U+2B1C (11036) | ⬜              | anderes Symbol        | WHITE LARGE SQUARE                                                         | Großes weißes Quadrat                                                                |
| U+2B1D (11037) | ⬝               | anderes Symbol        | BLACK VERY SMALL SQUARE                                                    | Winziges schwarzes Quadrat                                                           |
| U+2B1E (11038) | ⬞               | anderes Symbol        | WHITE VERY SMALL SQUARE                                                    | Winziges weißes Quadrat                                                              |
| U+2B1F (11039) | ⬟               | anderes Symbol        | BLACK PENTAGON                                                             | Schwarzes Fünfeck                                                                    |
| U+2B20 (11040) | ⬠               | anderes Symbol        | WHITE PENTAGON                                                             | Weißes Fünfeck                                                                       |
| U+2B21 (11041) | ⬡               | anderes Symbol        | WHITE HEXAGON                                                              | Weißes Sechseck                                                                      |
| U+2B22 (11042) | ⬢               | anderes Symbol        | BLACK HEXAGON                                                              | Schwarzes Sechseck                                                                   |
| U+2B23 (11043) | ⬣               | anderes Symbol        | HORIZONTAL BLACK HEXAGON                                                   | Schwarzes horizontales Sechseck                                                      |
| U+2B24 (11044) | ⬤               | anderes Symbol        | BLACK LARGE CIRCLE                                                         | Großer schwarzer Kreis                                                               |
| U+2B25 (11045) | ⬥               | anderes Symbol        | BLACK MEDIUM DIAMOND                                                       | Mittleres schwarzes Karo                                                             |
| U+2B26 (11046) | ⬦               | anderes Symbol        | WHITE MEDIUM DIAMOND                                                       | Mittleres weißes Karo                                                                |
| U+2B27 (11047) | ⬧               | anderes Symbol        | BLACK MEDIUM LOZENGE                                                       | Mittlere schwarze Raute                                                              |
| U+2B28 (11048) | ⬨               | anderes Symbol        | WHITE MEDIUM LOZENGE                                                       | Mittlere weiße Raute                                                                 |
| U+2B29 (11049) | ⬩               | anderes Symbol        | BLACK SMALL DIAMOND                                                        | Kleines schwarzes Karo                                                               |
| U+2B2A (11050) | ⬪               | anderes Symbol        | BLACK SMALL LOZENGE                                                        | Kleine schwarze Raute                                                                |
| U+2B2B (11051) | ⬫               | anderes Symbol        | WHITE SMALL LOZENGE                                                        | Kleine weiße Raute                                                                   |
| U+2B2C (11052) | ⬬               | anderes Symbol        | BLACK HORIZONTAL ELLIPSE                                                   | Schwarze horizontale Ellipse                                                         |
| U+2B2D (11053) | ⬭               | anderes Symbol        | WHITE HORIZONTAL ELLIPSE                                                   | Weiße horizontale Ellipse                                                            |
| U+2B2E (11054) | ⬮               | anderes Symbol        | BLACK VERTICAL ELLIPSE                                                     | Schwarze vertikale Ellipse                                                           |
| U+2B2F (11055) | ⬯               | anderes Symbol        | WHITE VERTICAL ELLIPSE                                                     | Weiße vertikale Ellipse                                                              |
| U+2B30 (11056) | ⬰               | mathematisches Symbol | LEFT ARROW WITH SMALL CIRCLE                                               | Pfeil nach links mit kleinem Kreis                                                   |
| U+2B31 (11057) | ⬱               | mathematisches Symbol | THREE LEFTWARDS ARROWS                                                     | Drei Pfeile nach links                                                               |
| U+2B32 (11058) | ⬲               | mathematisches Symbol | LEFT ARROW WITH CIRCLED PLUS                                               | Pfeil nach links mit eingekreistem Pluszeichen                                       |
| U+2B33 (11059) | ⬳               | mathematisches Symbol | LONG LEFTWARDS SQUIGGLE ARROW                                              | Langer verwackelter Pfeil nach links                                                 |
| U+2B34 (11060) | ⬴               | mathematisches Symbol | LEFTWARDS TWO-HEADED ARROW WITH VERTICAL STROKE                            | Pfeil nach links mit doppelter Spitze sowie vertikalem Querstrich                    |
| U+2B35 (11061) | ⬵               | mathematisches Symbol | LEFTWARDS TWO-HEADED ARROW WITH DOUBLE VERTICAL STROKE                     | Pfeil nach links mit doppelter Spitze sowie doppeltem vertikalem Querstrich          |
| U+2B36 (11062) | ⬶               | mathematisches Symbol | LEFTWARDS TWO-HEADED ARROW FROM BAR                                        | Pfeil nach links mit doppelter Spitze von Querstrich                                 |
| U+2B37 (11063) | ⬷               | mathematisches Symbol | LEFTWARDS TWO-HEADED TRIPLE DASH ARROW                                     | Gestrichelter Pfeil nach links mit doppelter Spitze                                  |
| U+2B38 (11064) | ⬸               | mathematisches Symbol | LEFTWARDS ARROW WITH DOTTED STEM                                           | Gepunkteter Pfeil nach links                                                         |
| U+2B39 (11065) | ⬹               | mathematisches Symbol | LEFTWARDS ARROW WITH TAIL WITH VERTICAL STROKE                             | Pfeil nach links mit Schwanz sowie vertikalem Querstrich                             |
| U+2B3A (11066) | ⬺               | mathematisches Symbol | LEFTWARDS ARROW WITH TAIL WITH DOUBLE VERTICAL STROKE                      | Pfeil nach links mit Schwanz sowie doppeltem vertikalem Querstrich                   |
| U+2B3B (11067) | ⬻               | mathematisches Symbol | LEFTWARDS TWO-HEADED ARROW WITH TAIL                                       | Pfeil nach links mit doppelter Spitze sowie Schwanz                                  |
| U+2B3C (11068) | ⬼               | mathematisches Symbol | LEFTWARDS TWO-HEADED ARROW WITH TAIL WITH VERTICAL STROKE                  | Pfeil nach links mit doppelter Spitze, Schwanz und vertikalem Querstrich             |
| U+2B3D (11069) | ⬽               | mathematisches Symbol | LEFTWARDS TWO-HEADED ARROW WITH TAIL WITH DOUBLE VERTICAL STROKE           | Pfeil nach links mit doppelter Spitze, Schwanz und doppeltem vertikalem Querstrich   |
| U+2B3E (11070) | ⬾               | mathematisches Symbol | LEFTWARDS ARROW THROUGH X                                                  | Pfeil nach links mit X-förmigem Kreuz                                                |
| U+2B3F (11071) | ⬿               | mathematisches Symbol | WAVE ARROW POINTING DIRECTLY LEFT                                          | Welliger Pfeil direkt nach links                                                     |
| U+2B40 (11072) | ⭀               | mathematisches Symbol | EQUALS SIGN ABOVE LEFTWARDS ARROW                                          | Pfeil nach links mit übergesetztem Gleichheitszeichen                                |
| U+2B41 (11073) | ⭁               | mathematisches Symbol | REVERSE TILDE OPERATOR ABOVE LEFTWARDS ARROW                               | Pfeil nach links mit übergesetzter auf dem Kopf stehender Tilde                      |
| U+2B42 (11074) | ⭂               | mathematisches Symbol | LEFTWARDS ARROW ABOVE REVERSE ALMOST EQUAL TO                              | Pfeil nach links mit untergesetztem auf dem Kopf stehendem Ungefährzeichen           |
| U+2B43 (11075) | ⭃               | mathematisches Symbol | RIGHTWARDS ARROW THROUGH GREATER-THAN                                      | Pfeil nach rechts durch Größer-als-Zeichen                                           |
| U+2B44 (11076) | ⭄               | mathematisches Symbol | RIGHTWARDS ARROW THROUGH SUPERSET                                          | Pfeil nach rechts durch Ist-Obermenge-von-Zeichen                                    |
| U+2B45 (11077) | ⭅               | anderes Symbol        | LEFTWARDS QUADRUPLE ARROW                                                  | Extrem dicker Pfeil nach links                                                       |
| U+2B46 (11078) | ⭆               | anderes Symbol        | RIGHTWARDS QUADRUPLE ARROW                                                 | Extrem dicker Pfeil nach rechts                                                      |
| U+2B47 (11079) | ⭇               | mathematisches Symbol | REVERSE TILDE OPERATOR ABOVE RIGHTWARDS ARROW                              | Pfeil nach rechts mit übergesetzter auf dem Kopf stehender Tilde                     |
| U+2B48 (11080) | ⭈               | mathematisches Symbol | RIGHTWARDS ARROW ABOVE REVERSE ALMOST EQUAL TO                             | Pfeil nach rechts mit untergesetztem auf dem Kopf stehendem Ungefährzeichen          |
| U+2B49 (11081) | ⭉               | mathematisches Symbol | TILDE OPERATOR ABOVE LEFTWARDS ARROW                                       | Pfeil nach rechts mit übergesetzter Tilde                                            |
| U+2B4A (11082) | ⭊               | mathematisches Symbol | LEFTWARDS ARROW ABOVE ALMOST EQUAL TO                                      | Pfeil nach links mit untergesetztem Ungefährzeichen                                  |
| U+2B4B (11083) | ⭋               | mathematisches Symbol | LEFTWARDS ARROW ABOVE REVERSE TILDE OPERATOR                               | Pfeil nach links mit untergesetzter auf dem Kopf stehender Tilde                     |
| U+2B4C (11084) | ⭌               | mathematisches Symbol | RIGHTWARDS ARROW ABOVE REVERSE TILDE OPERATOR                              | Pfeil nach rechts mit untergesetzter auf dem Kopf stehender Tilde                    |
| U+2B4D (11085) | ⭍               | anderes Symbol        | DOWNWARDS TRIANGLE-HEADED ZIGZAG ARROW                                     | Dreieckköpfiger Zick-Zack-Pfeil abwärts                                              |
| U+2B4E (11086) | ⭎               | anderes Symbol        | SHORT SLANTED NORTH ARROW                                                  | Kurzer geneigter Nordpfeil                                                           |
| U+2B4F (11087) | ⭏               | anderes Symbol        | SHORT BACKSLANTED SOUTH ARROW                                              | Kurzer rückwärts geneigter Südpfeil                                                  |
| U+2B50 (11088) | ⭐              | anderes Symbol        | WHITE MEDIUM STAR                                                          | Mittlerer weißer Stern                                                               |
| U+2B51 (11089) | ⭑               | anderes Symbol        | BLACK SMALL STAR                                                           | Kleiner schwarzer Stern                                                              |
| U+2B52 (11090) | ⭒               | anderes Symbol        | WHITE SMALL STAR                                                           | Kleiner weißer Stern                                                                 |
| U+2B53 (11091) | ⭓               | anderes Symbol        | BLACK RIGHT-POINTING PENTAGON                                              | Schwarzes nach rechts zeigendes Fünfeck                                              |
| U+2B54 (11092) | ⭔               | anderes Symbol        | WHITE RIGHT-POINTING PENTAGON                                              | Weißes nach rechts zeigendes Fünfeck                                                 |
| U+2B55 (11093) | ⭕              | anderes Symbol        | HEAVY LARGE CIRCLE                                                         | Großer dicker Kreis                                                                  |
| U+2B56 (11094) | ⭖               | anderes Symbol        | HEAVY OVAL WITH OVAL INSIDE                                                | Oval umschlossen von dickem Oval                                                     |
| U+2B57 (11095) | ⭗               | anderes Symbol        | HEAVY CIRCLE WITH CIRCLE INSIDE                                            | Kreis umschlossen von dickem Kreis                                                   |
| U+2B58 (11096) | ⭘               | anderes Symbol        | HEAVY CIRCLE                                                               | Dicker Kreis                                                                         |
| U+2B59 (11097) | ⭙               | anderes Symbol        | HEAVY CIRCLED SALTIRE                                                      | Dicker Kreis mit dickem Kreuz                                                        |
| U+2B5A (11098) | ⭚               | anderes Symbol        | SLANTED NORTH ARROW WITH HOOKED HEAD                                       | Geneigter Nordpfeil mit Hakenkopf                                                    |
| U+2B5B (11099) | ⭛               | anderes Symbol        | BACKSLANTED SOUTH ARROW WITH HOOKED TAIL                                   | Rückwärts geneigter Südpfeil mit Hakenende                                           |
| U+2B5C (11100) | ⭜               | anderes Symbol        | SLANTED NORTH ARROW WITH HORIZONTAL TAIL                                   | Geneigter Nordpfeil mit waagerechtem Ende                                            |
| U+2B5D (11101) | ⭝               | anderes Symbol        | BACKSLANTED SOUTH ARROW WITH HORIZONTAL TAIL                               | Rückwärts geneigter Südpfeil mit waagerechtem Ende                                   |
| U+2B5E (11102) | ⭞               | anderes Symbol        | BENT ARROW POINTING DOWNWARDS THEN NORTH EAST                              | Schräger Pfeil erst abwärts, dann nordost-zeigend                                    |
| U+2B5F (11103) | ⭟               | anderes Symbol        | SHORT BENT ARROW POINTING DOWNWARDS THEN NORTH EAST                        | Kurzer schräger Pfeil erst abwärts, dann nordost-zeigend                             |
| U+2B60 (11104) | ⭠               | anderes Symbol        | LEFTWARDS TRIANGLE-HEADED ARROW                                            | Linksweisender dreieckköpfiger Pfeil                                                 |
| U+2B61 (11105) | ⭡               | anderes Symbol        | UPWARDS TRIANGLE-HEADED ARROW                                              | Hinaufweisender dreieckköpfiger Pfeil                                                |
| U+2B62 (11106) | ⭢               | anderes Symbol        | RIGHTWARDS TRIANGLE-HEADED ARROW                                           | Rechtsweisender dreieckköpfiger Pfeil                                                |
| U+2B63 (11107) | ⭣               | anderes Symbol        | DOWNWARDS TRIANGLE-HEADED ARROW                                            | Hinabweisender dreieckköpfiger Pfeil                                                 |
| U+2B64 (11108) | ⭤               | anderes Symbol        | LEFT RIGHT TRIANGLE-HEADED ARROW                                           | Dreieckköpfiger Links-Rechts-Pfeil                                                   |
| U+2B65 (11109) | ⭥               | anderes Symbol        | UP DOWN TRIANGLE-HEADED ARROW                                              | Dreieckköpfiger Oben-Unten-Pfeil                                                     |
| U+2B66 (11110) | ⭦               | anderes Symbol        | NORTH WEST TRIANGLE-HEADED ARROW                                           | Nordwestzeigender dreieckköpfiger Pfeil                                              |
| U+2B67 (11111) | ⭧               | anderes Symbol        | NORTH EAST TRIANGLE-HEADED ARROW                                           | Nordostzeigender dreieckköpfiger Pfeil                                               |
| U+2B68 (11112) | ⭨               | anderes Symbol        | SOUTH EAST TRIANGLE-HEADED ARROW                                           | Südostzeigender dreieckköpfiger Pfeil                                                |
| U+2B69 (11113) | ⭩               | anderes Symbol        | SOUTH WEST TRIANGLE-HEADED ARROW                                           | Südwestzeigender dreieckköpfiger Pfeil                                               |
| U+2B6A (11114) | ⭪               | anderes Symbol        | LEFTWARDS TRIANGLE-HEADED DASHED ARROW                                     | Linksweisender dreieckköpfiger gestrichelter Pfeil                                   |
| U+2B6B (11115) | ⭫               | anderes Symbol        | UPWARDS TRIANGLE-HEADED DASHED ARROW                                       | Hinaufweisender dreieckköpfiger gestrichelter Pfeil                                  |
| U+2B6C (11116) | ⭬               | anderes Symbol        | RIGHTWARDS TRIANGLE-HEADED DASHED ARROW                                    | Rechtsweisender dreieckköpfiger gestrichelter Pfeil                                  |
| U+2B6D (11117) | ⭭               | anderes Symbol        | DOWNWARDS TRIANGLE-HEADED DASHED ARROW                                     | Hinabweisender dreieckköpfiger gestrichelter Pfeil                                   |
| U+2B6E (11118) | ⭮               | anderes Symbol        | CLOCKWISE TRIANGLE-HEADED OPEN CIRCLE ARROW                                | Dreieckköpfiger offener Ringpfeil im Uhrzeigersinn                                   |
| U+2B6F (11119) | ⭯               | anderes Symbol        | ANTICLOCKWISE TRIANGLE-HEADED OPEN CIRCLE ARROW                            | Dreieckköpfiger offener Ringpfeil im Gegen-Uhrzeigersinn                             |
| U+2B70 (11120) | ⭰               | anderes Symbol        | LEFTWARDS TRIANGLE-HEADED ARROW TO BAR                                     | Linksweisender dreieckköpfiger Pfeil zum Balken                                      |
| U+2B71 (11121) | ⭱               | anderes Symbol        | UPWARDS TRIANGLE-HEADED ARROW TO BAR                                       | Hinaufweisender dreieckköpfiger Pfeil zum Balken                                     |
| U+2B72 (11122) | ⭲               | anderes Symbol        | RIGHTWARDS TRIANGLE-HEADED ARROW TO BAR                                    | Rechtsweisender dreieckköpfiger Pfeil zum Balken                                     |
| U+2B73 (11123) | ⭳               | anderes Symbol        | DOWNWARDS TRIANGLE-HEADED ARROW TO BAR                                     | Hinabweisender dreieckköpfiger Pfeil zum Balken                                      |
| U+2B76 (11126) | ⭶               | anderes Symbol        | NORTH WEST TRIANGLE-HEADED ARROW TO BAR                                    | Nordwestzeigender dreieckköpfiger Pfeil zum Balken                                   |
| U+2B77 (11127) | ⭷               | anderes Symbol        | NORTH EAST TRIANGLE-HEADED ARROW TO BAR                                    | Nordostzeigender dreieckköpfiger Pfeil zum Balken                                    |
| U+2B78 (11128) | ⭸               | anderes Symbol        | SOUTH EAST TRIANGLE-HEADED ARROW TO BAR                                    | Südostzeigender dreieckköpfiger Pfeil zum Balken                                     |
| U+2B79 (11129) | ⭹               | anderes Symbol        | SOUTH WEST TRIANGLE-HEADED ARROW TO BAR                                    | Südwestzeigender dreieckköpfiger Pfeil zum Balken                                    |
| U+2B7A (11130) | ⭺               | anderes Symbol        | LEFTWARDS TRIANGLE-HEADED ARROW WITH DOUBLE HORIZONTAL STROKE              | Linksweisender dreieckköpfiger Pfeil mit doppeltem horizontalem Strich               |
| U+2B7B (11131) | ⭻               | anderes Symbol        | UPWARDS TRIANGLE-HEADED ARROW WITH DOUBLE HORIZONTAL STROKE                | Hinaufweisender dreieckköpfiger Pfeil mit doppeltem horizontalem Strich              |
| U+2B7C (11132) | ⭼               | anderes Symbol        | RIGHTWARDS TRIANGLE-HEADED ARROW WITH DOUBLE HORIZONTAL STROKE             | Rechtsweisender dreieckköpfiger Pfeil mit doppeltem horizontalem Strich              |
| U+2B7D (11133) | ⭽               | anderes Symbol        | DOWNWARDS TRIANGLE-HEADED ARROW WITH DOUBLE HORIZONTAL STROKE              | Hinabweisender dreieckköpfiger Pfeil mit doppeltem horizontalem Strich               |
| U+2B7E (11134) | ⭾               | anderes Symbol        | HORIZONTAL TAB KEY                                                         | Waagerechtes Tabulatorsymbol                                                         |
| U+2B7F (11135) | ⭿               | anderes Symbol        | VERTICAL TAB KEY                                                           | Senkrechtes Tabulatorsymbol                                                          |
| U+2B80 (11136) | ⮀               | anderes Symbol        | LEFTWARDS TRIANGLE-HEADED ARROW OVER RIGHTWARDS TRIANGLE-HEADED ARROW      | Linksweisender dreieckköpfiger Pfeil über rechtsweisendem dreieckköpfigem Pfeil      |
| U+2B81 (11137) | ⮁               | anderes Symbol        | UPWARDS TRIANGLE-HEADED ARROW LEFTWARDS OF DOWNWARDS TRIANGLE-HEADED ARROW | Hinaufweisender dreieckköpfiger Pfeil links von hinabweisendem dreieckköpfigem Pfeil |
| U+2B82 (11138) | ⮂               | anderes Symbol        | RIGHTWARDS TRIANGLE-HEADED ARROW OVER LEFTWARDS TRIANGLE-HEADED ARROW      | Rechtsweisender dreieckköpfiger Pfeil über linksweisendem dreieckköpfigem Pfeil      |
| U+2B83 (11139) | ⮃               | anderes Symbol        | DOWNWARDS TRIANGLE-HEADED ARROW LEFTWARDS OF UPWARDS TRIANGLE-HEADED ARROW | Hinabweisender dreieckköpfiger Pfeil links von hinaufweisendem dreieckköpfigem Pfeil |
| U+2B84 (11140) | ⮄               | anderes Symbol        | LEFTWARDS TRIANGLE-HEADED PAIRED ARROWS                                    | Linksweisendes dreieckköpfiges Pfeilepaar                                            |
| U+2B85 (11141) | ⮅               | anderes Symbol        | UPWARDS TRIANGLE-HEADED PAIRED ARROWS                                      | Hinaufweisendes dreieckköpfiges Pfeilepaar                                           |
| U+2B86 (11142) | ⮆               | anderes Symbol        | RIGHTWARDS TRIANGLE-HEADED PAIRED ARROWS                                   | Rechtsweisendes dreieckköpfiges Pfeilepaar                                           |
| U+2B87 (11143) | ⮇               | anderes Symbol        | DOWNWARDS TRIANGLE-HEADED PAIRED ARROWS                                    | Hinabweisendes dreieckköpfiges Pfeilepaar                                            |
| U+2B88 (11144) | ⮈               | anderes Symbol        | LEFTWARDS BLACK CIRCLED WHITE ARROW                                        | Linksweisender weißer Pfeil im schwarzen Kreis                                       |
| U+2B89 (11145) | ⮉               | anderes Symbol        | UPWARDS BLACK CIRCLED WHITE ARROW                                          | Hinaufweisender weißer Pfeil im schwarzen Kreis                                      |
| U+2B8A (11146) | ⮊               | anderes Symbol        | RIGHTWARDS BLACK CIRCLED WHITE ARROW                                       | Rechtsweisender weißer Pfeil im schwarzen Kreis                                      |
| U+2B8B (11147) | ⮋               | anderes Symbol        | DOWNWARDS BLACK CIRCLED WHITE ARROW                                        | Hinabweisender weißer Pfeil im schwarzen Kreis                                       |
| U+2B8C (11148) | ⮌               | anderes Symbol        | ANTICLOCKWISE TRIANGLE-HEADED RIGHT U-SHAPED ARROW                         | Linksweisender dreieckköpfiger U-Pfeil (Gegen-Uhrzeigersinn)                         |
| U+2B8D (11149) | ⮍               | anderes Symbol        | ANTICLOCKWISE TRIANGLE-HEADED BOTTOM U-SHAPED ARROW                        | Hinaufweisender dreieckköpfiger U-Pfeil (Gegen-Uhrzeigersinn)                        |
| U+2B8E (11150) | ⮎               | anderes Symbol        | ANTICLOCKWISE TRIANGLE-HEADED LEFT U-SHAPED ARROW                          | Rechtsweisender dreieckköpfiger U-Pfeil (Gegen-Uhrzeigersinn)                        |
| U+2B8F (11151) | ⮏               | anderes Symbol        | ANTICLOCKWISE TRIANGLE-HEADED TOP U-SHAPED ARROW                           | Hinabweisender dreieckköpfiger U-Pfeil (Gegen-Uhrzeigersinn)                         |
| U+2B90 (11152) | ⮐               | anderes Symbol        | RETURN LEFT                                                                | Zurück nach Links                                                                    |
| U+2B91 (11153) | ⮑               | anderes Symbol        | RETURN RIGHT                                                               | Zurück nach Rechts                                                                   |
| U+2B92 (11154) | ⮒               | anderes Symbol        | NEWLINE LEFT                                                               | Neuzeile nach Links                                                                  |
| U+2B93 (11155) | ⮓               | anderes Symbol        | NEWLINE RIGHT                                                              | Neuzeile nach Rechts                                                                 |
| U+2B94 (11156) | ⮔               | anderes Symbol        | FOUR CORNER ARROWS CIRCLING ANTICLOCKWISE                                  | Vier Eckpfeile im Gegen-Uhrzeigersinn                                                |
| U+2B95 (11157) | ⮕               | anderes Symbol        | RIGHTWARDS BLACK ARROW                                                     | Rechtsweisender schwarzer Pfeil                                                      |
| U+2B97 (11159) | ⮗               | anderes Symbol        | SYMBOL FOR TYPE A ELECTRONICS                                              | Symbol für Elektrogeräte vom Typ A                                                   |
| U+2B98 (11160) | ⮘               | anderes Symbol        | THREE-D TOP-LIGHTED LEFTWARDS EQUILATERAL ARROWHEAD                        | Linksweisender gleichschenkliger oben heller 3D-Pfeilkopf                            |
| U+2B99 (11161) | ⮙               | anderes Symbol        | THREE-D RIGHT-LIGHTED UPWARDS EQUILATERAL ARROWHEAD                        | Hinaufweisender gleichschenkliger rechts heller 3D-Pfeilkopf                         |
| U+2B9A (11162) | ⮚               | anderes Symbol        | THREE-D TOP-LIGHTED RIGHTWARDS EQUILATERAL ARROWHEAD                       | Rechtsweisender gleichschenkliger oben heller 3D-Pfeilkopf                           |
| U+2B9B (11163) | ⮛               | anderes Symbol        | THREE-D LEFT-LIGHTED DOWNWARDS EQUILATERAL ARROWHEAD                       | Hinabweisender gleichschenkliger links heller 3D-Pfeilkopf                           |
| U+2B9C (11164) | ⮜               | anderes Symbol        | BLACK LEFTWARDS EQUILATERAL ARROWHEAD                                      | Schwarzer linksweisender gleichschenkliger Pfeilkopf                                 |
| U+2B9D (11165) | ⮝               | anderes Symbol        | BLACK UPWARDS EQUILATERAL ARROWHEAD                                        | Schwarzer hinaufweisender gleichschenkliger Pfeilkopf                                |
| U+2B9E (11166) | ⮞               | anderes Symbol        | BLACK RIGHTWARDS EQUILATERAL ARROWHEAD                                     | Schwarzer rechtsweisender gleichschenkliger Pfeilkopf                                |
| U+2B9F (11167) | ⮟               | anderes Symbol        | BLACK DOWNWARDS EQUILATERAL ARROWHEAD                                      | Schwarzer hinabweisender gleichschenkliger Pfeilkopf                                 |
| U+2BA0 (11168) | ⮠               | anderes Symbol        | DOWNWARDS TRIANGLE-HEADED ARROW WITH LONG TIP LEFTWARDS                    | Dreieckköpfiger Pfeil abwärts mit langem Stiel nach links abknickend                 |
| U+2BA1 (11169) | ⮡               | anderes Symbol        | DOWNWARDS TRIANGLE-HEADED ARROW WITH LONG TIP RIGHTWARDS                   | Dreieckköpfiger Pfeil abwärts mit langem Stiel nach rechts abknickend                |
| U+2BA2 (11170) | ⮢               | anderes Symbol        | UPWARDS TRIANGLE-HEADED ARROW WITH LONG TIP LEFTWARDS                      | Dreieckköpfiger Pfeil aufwärts mit langem Stiel nach links abknickend                |
| U+2BA3 (11171) | ⮣               | anderes Symbol        | UPWARDS TRIANGLE-HEADED ARROW WITH LONG TIP RIGHTWARDS                     | Dreieckköpfiger Pfeil aufwärts mit langem Stiel nach rechts abknickend               |
| U+2BA4 (11172) | ⮤               | anderes Symbol        | LEFTWARDS TRIANGLE-HEADED ARROW WITH LONG TIP UPWARDS                      | Dreieckköpfiger Pfeil nach links mit langem Stiel nach oben abknickend               |
| U+2BA5 (11173) | ⮥               | anderes Symbol        | RIGHTWARDS TRIANGLE-HEADED ARROW WITH LONG TIP UPWARDS                     | Dreieckköpfiger Pfeil nach rechts mit langem Stiel nach oben abknickend              |
| U+2BA6 (11174) | ⮦               | anderes Symbol        | LEFTWARDS TRIANGLE-HEADED ARROW WITH LONG TIP DOWNWARDS                    | Dreieckköpfiger Pfeil nach links mit langem Stiel nach unten abknickend              |
| U+2BA7 (11175) | ⮧               | anderes Symbol        | RIGHTWARDS TRIANGLE-HEADED ARROW WITH LONG TIP DOWNWARDS                   | Dreieckköpfiger Pfeil nach rechts mit langem Stiel nach unten abknickend             |
| U+2BA8 (11176) | ⮨               | anderes Symbol        | BLACK CURVED DOWNWARDS AND LEFTWARDS ARROW                                 | Schwarzer gebogener Pfeil, erst nach unten, dann nach links                          |
| U+2BA9 (11177) | ⮩               | anderes Symbol        | BLACK CURVED DOWNWARDS AND RIGHTWARDS ARROW                                | Schwarzer gebogener Pfeil, erst nach unten, dann nach rechts                         |
| U+2BAA (11178) | ⮪               | anderes Symbol        | BLACK CURVED UPWARDS AND LEFTWARDS ARROW                                   | Schwarzer gebogener Pfeil, erst nach oben, dann nach links                           |
| U+2BAB (11179) | ⮫               | anderes Symbol        | BLACK CURVED UPWARDS AND RIGHTWARDS ARROW                                  | Schwarzer gebogener Pfeil, erst nach oben, dann nach rechts                          |
| U+2BAC (11180) | ⮬               | anderes Symbol        | BLACK CURVED LEFTWARDS AND UPWARDS ARROW                                   | Schwarzer gebogener Pfeil, erst nach links, dann nach oben                           |
| U+2BAD (11181) | ⮭               | anderes Symbol        | BLACK CURVED RIGHTWARDS AND UPWARDS ARROW                                  | Schwarzer gebogener Pfeil, erst nach rechts, dann nach oben                          |
| U+2BAE (11182) | ⮮               | anderes Symbol        | BLACK CURVED LEFTWARDS AND DOWNWARDS ARROW                                 | Schwarzer gebogener Pfeil, erst nach links, dann nach unten                          |
| U+2BAF (11183) | ⮯               | anderes Symbol        | BLACK CURVED RIGHTWARDS AND DOWNWARDS ARROW                                | Schwarzer gebogener Pfeil, erst nach rechts, dann nach unten                         |
| U+2BB0 (11184) | ⮰               | anderes Symbol        | RIBBON ARROW DOWN LEFT                                                     | Band-Pfeil, erst nach unten, dann nach links                                         |
| U+2BB1 (11185) | ⮱               | anderes Symbol        | RIBBON ARROW DOWN RIGHT                                                    | Band-Pfeil, erst nach unten, dann nach rechts                                        |
| U+2BB2 (11186) | ⮲               | anderes Symbol        | RIBBON ARROW UP LEFT                                                       | Band-Pfeil, erst nach oben, dann nach links                                          |
| U+2BB3 (11187) | ⮳               | anderes Symbol        | RIBBON ARROW UP RIGHT                                                      | Band-Pfeil, erst nach oben, dann nach rechts                                         |
| U+2BB4 (11188) | ⮴               | anderes Symbol        | RIBBON ARROW LEFT UP                                                       | Band-Pfeil, erst nach links, dann nach oben                                          |
| U+2BB5 (11189) | ⮵               | anderes Symbol        | RIBBON ARROW RIGHT UP                                                      | Band-Pfeil, erst nach rechts, dann nach oben                                         |
| U+2BB6 (11190) | ⮶               | anderes Symbol        | RIBBON ARROW LEFT DOWN                                                     | Band-Pfeil, erst nach links, dann nach unten                                         |
| U+2BB7 (11191) | ⮷               | anderes Symbol        | RIBBON ARROW RIGHT DOWN                                                    | Band-Pfeil, erst nach rechts, dann nach unten                                        |
| U+2BB8 (11192) | ⮸               | anderes Symbol        | UPWARDS WHITE ARROW FROM BAR WITH HORIZONTAL BAR                           | Weißer Pfeil vom Balken aufwärts mit Querstrich (CapsLock-Symbol)                    |
| U+2BB9 (11193) | ⮹               | anderes Symbol        | UP ARROWHEAD IN A RECTANGLE BOX                                            | Weißer Pfeil aufwärts in Rechteck (Escape-Symbol)                                    |
| U+2BBA (11194) | ⮺               | anderes Symbol        | OVERLAPPING WHITE SQUARES                                                  | Überlappende weiße Quadrate (Läuferpaar)                                             |
| U+2BBB (11195) | ⮻               | anderes Symbol        | OVERLAPPING WHITE AND BLACK SQUARES                                        | Überlappendes weißes und schwarzes Quadrat (Läufer verschiedener Farben)             |
| U+2BBC (11196) | ⮼               | anderes Symbol        | OVERLAPPING BLACK SQUARES                                                  | Überlappende schwarze Quadrate (Läufer gleicher Farbe)                               |
| U+2BBD (11197) | ⮽               | anderes Symbol        | BALLOT BOX WITH LIGHT X                                                    | Kästchen mit dünnem X                                                                |
| U+2BBE (11198) | ⮾               | anderes Symbol        | CIRCLED X                                                                  | Rundfeld mit X                                                                       |
| U+2BBF (11199) | ⮿               | anderes Symbol        | CIRCLED BOLD X                                                             | Rundfeld mit fettem X                                                                |
| U+2BC0 (11200) | ⯀               | anderes Symbol        | BLACK SQUARE CENTRED                                                       | Schwarzes zentriertes Quadrat                                                        |
| U+2BC1 (11201) | ⯁               | anderes Symbol        | BLACK DIAMOND CENTRED                                                      | Schwarze zentrierte Raute                                                            |
| U+2BC2 (11202) | ⯂               | anderes Symbol        | TURNED BLACK PENTAGON                                                      | Schwarzes gedrehtes Fünfeck                                                          |
| U+2BC3 (11203) | ⯃               | anderes Symbol        | HORIZONTAL BLACK OCTAGON                                                   | Schwarzes gedrehtes Achteck                                                          |
| U+2BC4 (11204) | ⯄               | anderes Symbol        | BLACK OCTAGON                                                              | Schwarzes Achteck                                                                    |
| U+2BC5 (11205) | ⯅               | anderes Symbol        | BLACK MEDIUM UP-POINTING TRIANGLE CENTRED                                  | Schwarzes mittleres Dreieck mit Ecke oben                                            |
| U+2BC6 (11206) | ⯆               | anderes Symbol        | BLACK MEDIUM DOWN-POINTING TRIANGLE CENTRED                                | Schwarzes mittleres Dreieck mit Ecke unten                                           |
| U+2BC7 (11207) | ⯇               | anderes Symbol        | BLACK MEDIUM LEFT-POINTING TRIANGLE CENTRED                                | Schwarzes mittleres Dreieck mit Ecke links                                           |
| U+2BC8 (11208) | ⯈               | anderes Symbol        | BLACK MEDIUM RIGHT-POINTING TRIANGLE CENTRED                               | Schwarzes mittleres Dreieck mit Ecke rechts                                          |
| U+2BC9 (11209) | ⯉               | anderes Symbol        | NEPTUNE FORM TWO                                                           | Neptun Form 2                                                                        |
| U+2BCA (11210) | ⯊               | anderes Symbol        | TOP HALF BLACK CIRCLE                                                      | Schwarze obere Kreishälfte                                                           |
| U+2BCB (11211) | ⯋               | anderes Symbol        | BOTTOM HALF BLACK CIRCLE                                                   | Schwarze untere Kreishälfte                                                          |
| U+2BCC (11212) | ⯌               | anderes Symbol        | LIGHT FOUR POINTED BLACK CUSP                                              | Schwarzer vierfach schmalspitziger Stern                                             |
| U+2BCD (11213) | ⯍               | anderes Symbol        | ROTATED LIGHT FOUR POINTED BLACK CUSP                                      | Schwarzer vierfach schmalspitziger gedrehter Stern                                   |
| U+2BCE (11214) | ⯎               | anderes Symbol        | WHITE FOUR POINTED CUSP                                                    | Weißer vierfach schmalspitziger Stern                                                |
| U+2BCF (11215) | ⯏               | anderes Symbol        | ROTATED WHITE FOUR POINTED CUSP                                            | Weißer vierfach schmalspitziger gedrehter Stern                                      |
| U+2BD0 (11216) | ⯐               | anderes Symbol        | SQUARE POSITION INDICATOR                                                  | Quadratische Positionsmarkierung                                                     |
| U+2BD1 (11217) | ⯑               | anderes Symbol        | UNCERTAINTY SIGN                                                           | Unbekannt-Symbol                                                                     |
| U+2BD2 (11218) | ⯒               | anderes Symbol        | GROUP MARK                                                                 | Gruppenmarke                                                                         |
| U+2BD3 (11219) | ⯓               | anderes Symbol        | PLUTO FORM TWO                                                             | Pluto Form 2                                                                         |
| U+2BD4 (11220) | ⯔               | anderes Symbol        | PLUTO FORM THREE                                                           | Pluto Form 3                                                                         |
| U+2BD5 (11221) | ⯕               | anderes Symbol        | PLUTO FORM FOUR                                                            | Pluto Form 4                                                                         |
| U+2BD6 (11222) | ⯖               | anderes Symbol        | PLUTO FORM FIVE                                                            | Pluto Form 5                                                                         |
| U+2BD7 (11223) | ⯗               | anderes Symbol        | TRANSPLUTO                                                                 | Transpluto                                                                           |
| U+2BD8 (11224) | ⯘               | anderes Symbol        | PROSERPINA                                                                 | Proserpina                                                                           |
| U+2BD9 (11225) | ⯙               | anderes Symbol        | ASTRAEA                                                                    | Astraea                                                                              |
| U+2BDA (11226) | ⯚               | anderes Symbol        | HYGIEA                                                                     | Hygiea                                                                               |
| U+2BDB (11227) | ⯛               | anderes Symbol        | PHOLUS                                                                     | Pholus                                                                               |
| U+2BDC (11228) | ⯜               | anderes Symbol        | NESSUS                                                                     | Nessus                                                                               |
| U+2BDD (11229) | ⯝               | anderes Symbol        | WHITE MOON SELENA                                                          | Weißer Mond Selena                                                                   |
| U+2BDE (11230) | ⯞               | anderes Symbol        | BLACK DIAMOND ON CROSS                                                     | Schwarzer Diamant auf Kreuz (Lilith)                                                 |
| U+2BDF (11231) | ⯟               | anderes Symbol        | TRUE LIGHT MOON ARTA                                                       | Wahrer Lichtmond Arta                                                                |
| U+2BE0 (11232) | ⯠               | anderes Symbol        | CUPIDO                                                                     | Cupido                                                                               |
| U+2BE1 (11233) | ⯡               | anderes Symbol        | HADES                                                                      | Hades                                                                                |
| U+2BE2 (11234) | ⯢               | anderes Symbol        | ZEUS                                                                       | Zeus                                                                                 |
| U+2BE3 (11235) | ⯣               | anderes Symbol        | KRONOS                                                                     | Kronos                                                                               |
| U+2BE4 (11236) | ⯤               | anderes Symbol        | APOLLON                                                                    | Apollon                                                                              |
| U+2BE5 (11237) | ⯥               | anderes Symbol        | ADMETOS                                                                    | Admetos                                                                              |
| U+2BE6 (11238) | ⯦               | anderes Symbol        | VULCANUS                                                                   | Vulcanus                                                                             |
| U+2BE7 (11239) | ⯧               | anderes Symbol        | POSEIDON                                                                   | Poseidon                                                                             |
| U+2BE8 (11240) | ⯨               | anderes Symbol        | LEFT HALF BLACK STAR                                                       | Linke Hälfte eines schwarzen Sterns                                                  |
| U+2BE9 (11241) | ⯩               | anderes Symbol        | RIGHT HALF BLACK STAR                                                      | Rechte Hälfte eines schwarzen Sterns                                                 |
| U+2BEA (11242) | ⯪               | anderes Symbol        | STAR WITH LEFT HALF BLACK                                                  | Stern mit linker schwarzer Hälfte                                                    |
| U+2BEB (11243) | ⯫               | anderes Symbol        | STAR WITH RIGHT HALF BLACK                                                 | Stern mit rechter schwarzer Hälfte                                                   |
| U+2BEC (11244) | ⯬               | anderes Symbol        | LEFTWARDS TWO-HEADED ARROW WITH TRIANGLE ARROWHEADS                        | Linksweisender Pfeil mit zwei Dreiecksköpfen                                         |
| U+2BED (11245) | ⯭               | anderes Symbol        | UPWARDS TWO-HEADED ARROW WITH TRIANGLE ARROWHEADS                          | Hinaufweisender Pfeil mit zwei Dreiecksköpfen                                        |
| U+2BEE (11246) | ⯮               | anderes Symbol        | RIGHTWARDS TWO-HEADED ARROW WITH TRIANGLE ARROWHEADS                       | Rechtsweisender Pfeil mit zwei Dreiecksköpfen                                        |
| U+2BEF (11247) | ⯯               | anderes Symbol        | DOWNWARDS TWO-HEADED ARROW WITH TRIANGLE ARROWHEADS                        | Hinabweisender Pfeil mit zwei Dreiecksköpfen                                         |
| U+2BF0 (11248) | ⯰               | anderes Symbol        | ERIS FORM ONE                                                              | Eris Form 1                                                                          |
| U+2BF1 (11249) | ⯱               | anderes Symbol        | ERIS FORM TWO                                                              | Eris Form 2                                                                          |
| U+2BF2 (11250) | ⯲               | anderes Symbol        | SEDNA                                                                      | Sedna                                                                                |
| U+2BF3 (11251) | ⯳               | anderes Symbol        | RUSSIAN ASTROLOGICAL SYMBOL VIGINTILE                                      | Russisches astrologisches Symbol Vigintil                                            |
| U+2BF4 (11252) | ⯴               | anderes Symbol        | RUSSIAN ASTROLOGICAL SYMBOL NOVILE                                         | Russisches astrologisches Symbol Novil                                               |
| U+2BF5 (11253) | ⯵               | anderes Symbol        | RUSSIAN ASTROLOGICAL SYMBOL QUINTILE                                       | Russisches astrologisches Symbol Quintil                                             |
| U+2BF6 (11254) | ⯶               | anderes Symbol        | RUSSIAN ASTROLOGICAL SYMBOL BINOVILE                                       | Russisches astrologisches Symbol Binovil                                             |
| U+2BF7 (11255) | ⯷               | anderes Symbol        | RUSSIAN ASTROLOGICAL SYMBOL SENTAGON                                       | Russisches astrologisches Symbol Sentagon                                            |
| U+2BF8 (11256) | ⯸               | anderes Symbol        | RUSSIAN ASTROLOGICAL SYMBOL TREDECILE                                      | Russisches astrologisches Symbol Tredecil                                            |
| U+2BF9 (11257) | ⯹               | anderes Symbol        | EQUALS SIGN WITH INFINITY BELOW                                            | Gleichheitszeichen mit untergesetztem Unendlichkeitssymbol                           |
| U+2BFA (11258) | ⯺               | anderes Symbol        | UNITED SYMBOL                                                              | Hängende Bauern (Schachsymbol)                                                       |
| U+2BFB (11259) | ⯻               | anderes Symbol        | SEPARATED SYMBOL                                                           | Isolierter Bauer (Schachsymbol)                                                      |
| U+2BFC (11260) | ⯼               | anderes Symbol        | DOUBLED SYMBOL                                                             | Doppelbauer (Schachsymbol)                                                           |
| U+2BFD (11261) | ⯽               | anderes Symbol        | PASSED SYMBOL                                                              | Freibauer (Schachsymbol)                                                             |
| U+2BFE (11262) | ⯾               | anderes Symbol        | REVERSED RIGHT ANGLE                                                       | Umgekehrter rechter Winkel („ohne“ in Schachnotation)                                |
| U+2BFF (11263) | ⯿               | anderes Symbol        | HELLSCHREIBER PAUSE SYMBOL                                                 | Hellschreiber-Pausensymbol                                                           |

1. 1 2 3 4  Offensichtlich ein Fehler in der offiziellen Benennung. Es muss „VERTICAL“ bzw. „senkrecht“ lauten.